# Notes sobre el camp
Apunts sobre el Camp (en anglès Notes on Camp) és un assaig de l'escriptora estatunidenca Susan Sontag publicat l'any 1964 en el qual, en 58 apunts, defineix i exemplifica el que significa i representa l'estètica camp.

## Origen i influències
El primer cop del qual es té constància que s'esmenti la paraula camp en literatura és en l'obra teatral de Moliére de 1671 Els embolics de Scapin. En aquesta obra s'empra per primera vegada com a verb amb connotacions de teatralitat i comèdia. A mitjan segle xix , el terme s'associa a la comunitat queer i s'usa com a adjectiu 'camp', 'campy' o 'campish' en descriure activitats relacionades amb el travestisme. A principis del segle xx , n'apareix per primera vegada la seva definició en una versió de l'Oxford English Dictionary, que ho descriu com «ostentatious, exaggerated, affected, theatrical; effeminate or homosexual; pertaining to, characteristic of, homosexuals…» (ostentós, exagerat, afectat, teatral, afeminat o homosexual; pertanyent o característic d'homosexuals).
La referència literària més clara abans de l'assaig de Sontag és d'Oscar Wilde, qui usa 'camp' com a substantiu per a referir-se a accions i gestos d'un èmfasi exagerat. Sontag dedica el seu assaig a Oscar Wilde quan, després d'uns paràgrafs introductoris, escriu: «Les següents notes són per a Oscar Wilde». A continuació prossegueix amb la successió d'apunts sobre el Camp. A Wilde l'esmenta explícitament per a exemplificar l'estètica camp en l'apunt 47, i s'hi refereix com una figura de transició entre el masculí i el femení.

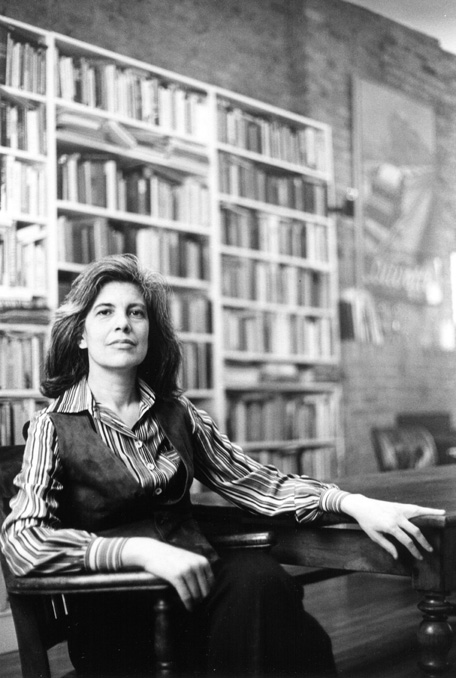
Susan Sontag l'any 1979

L'assaig va ser publicat per primera vegada l'any 1964 en la revista Partisan Review, revista neoyorkina sobre literatura, política i cultura. Es tornà a publicar l'any 1966 dins del seu llibre d'assajos Contra la interpretació.
D'acord amb el biògraf Benjamin Moser, originalment l'assaig s'havia de titular Notes sobre l'homosexualitat.